# 汪文斌
汪 文斌（おう ぶんひん、1971年4月 - ）は、中華人民共和国の外交官、報道官。安徽省出身。

## 経歴
1971年4月、安徽省で生まれる。南京市金陵中学を経て、1993年、外交学院を卒業。同年、中華人民共和国外交部新聞司に入局。外交部新聞司職員を務め、在セネガル中国大使館職員、在ドゥアラ中国領事館職員、外交部西欧司随員、外交部政策研究室室長、外交部弁公庁参事官、国務院弁公庁秘書、在モーリシャス中国大使館政務参事官、外務省政策企画局参事官、マナウス総領事等を経て、2018年5月在チュニジア中華人民共和国大使館特命全権大使。2020年7月17日、外交部第32代報道官に就任。